# 布施菲茨
布施菲茨是德国梅克伦堡-前波莫瑞州的一个市镇。总面积10.14平方公里，总人口235人，其中男性123人，女性112人（2011年12月31日），人口密度23人/平方公里。